# Opercularia spermacocea
Opercularia spermacocea là một loài thực vật có hoa trong họ Thiến thảo. Loài này được Juss. mô tả khoa học đầu tiên năm 1804.